# Kijek do selfie

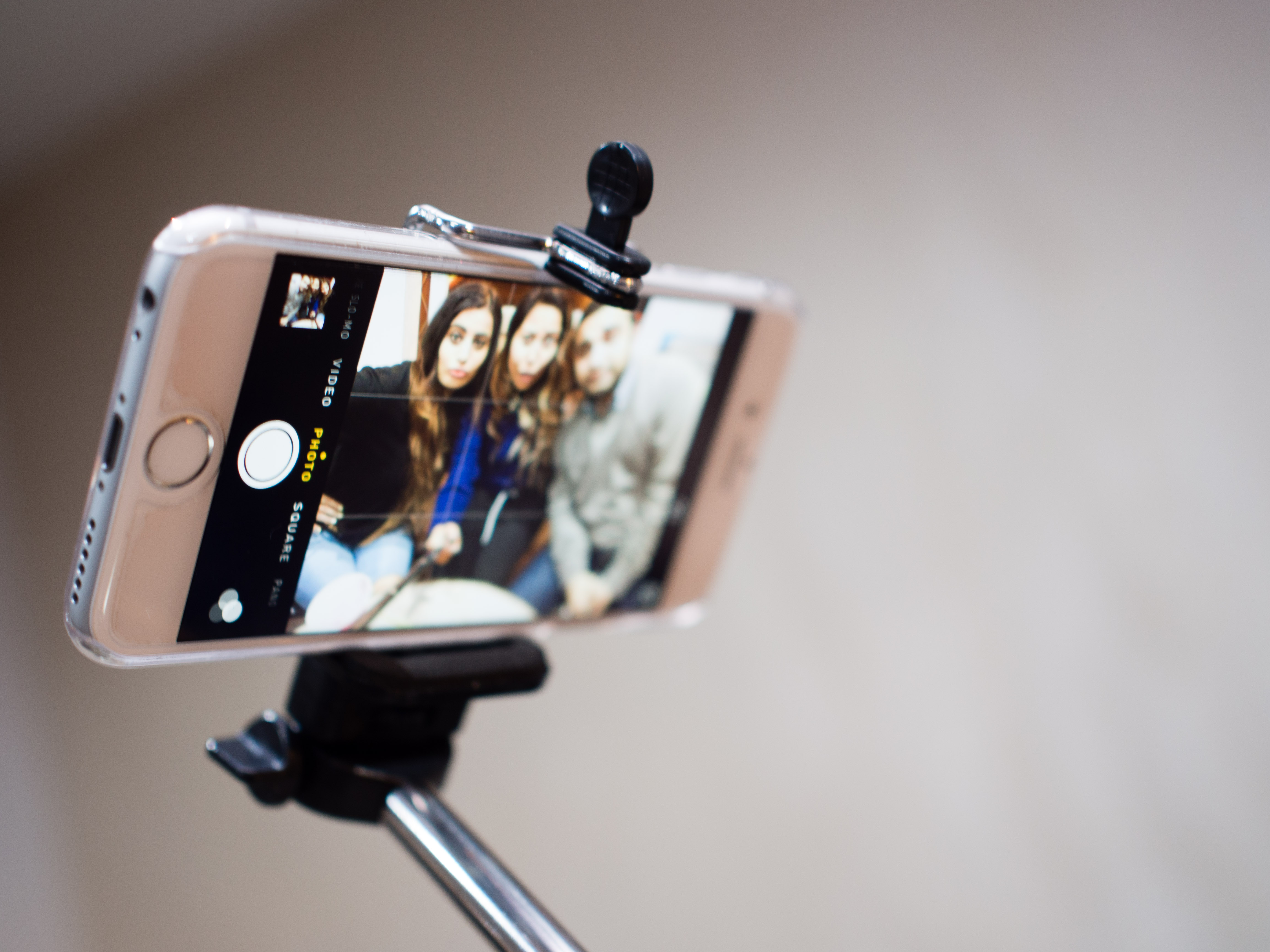
Wykonywanie zdjęcia przy użyciu kijka

Kijek do selfie (ang. selfie stick) – rodzaj ręcznego statywu, monopodu, pomagającego w wykonywaniu zdjęć typu selfie. Jest to długi pręt, zwykle teleskopowy, którego jeden koniec trzyma się w ręce, a na drugim umieszcza się smartfon. Kijki często wyposażone są w dodatkowe opcje, takie jak Bluetooth.

## Historia
Pierwsze urządzenie tego typu zostało opatentowane w USA w 1983 roku. Na amerykańskim rynku są one sprzedawane co najmniej od 2011 roku. Produkt ten pojawił się także na liście najlepszych wynalazków 2014 według magazynu Time. W ostatnich latach popularność urządzenia znacznie wzrosła, chociaż przez wielu uważane jest ono za przejaw narcyzmu.

## Sytuacja prawna

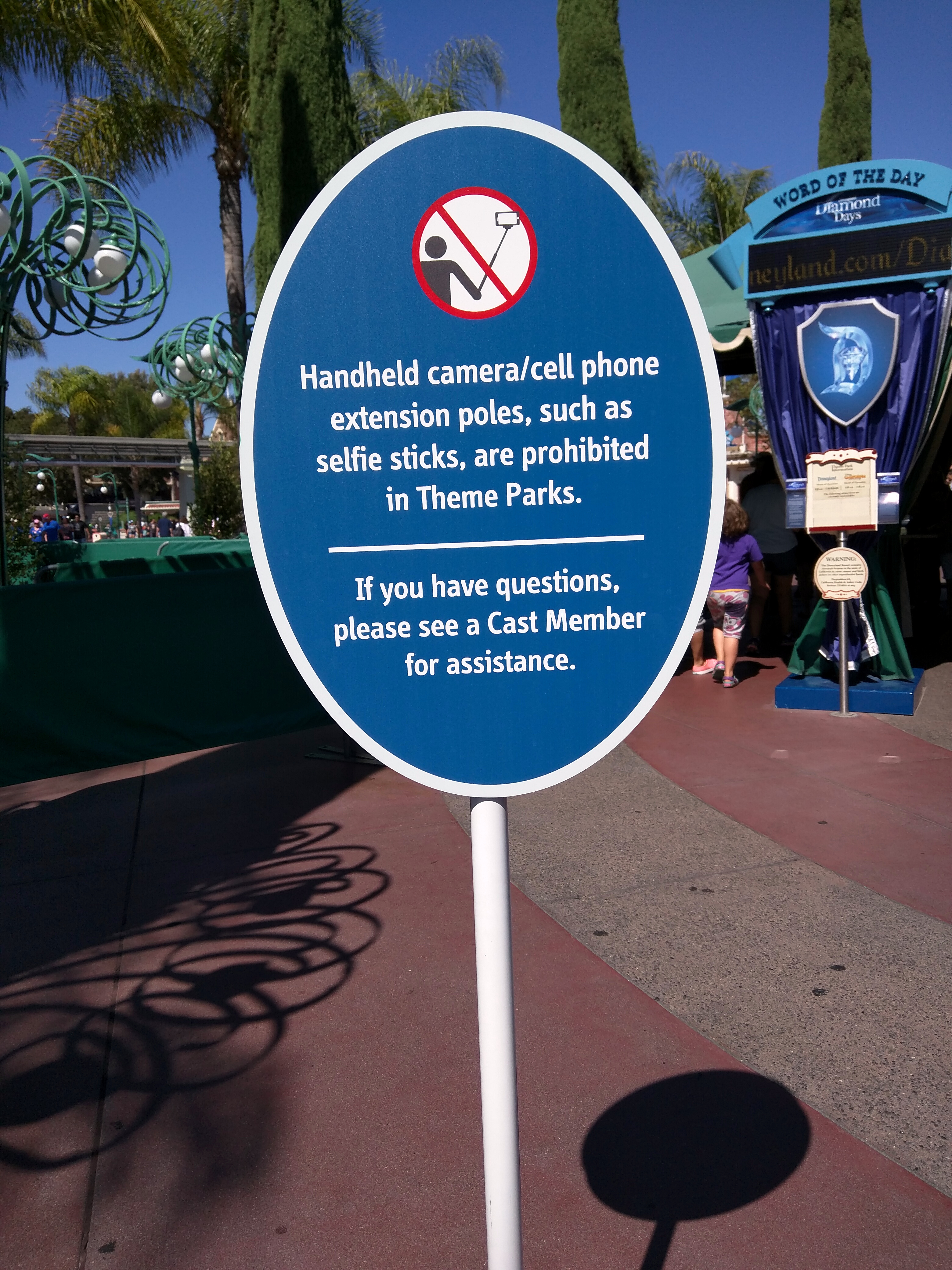
Znak zakazujący używania kijków do selfie na terenie Disneylandu

Używanie kijków do selfie jest zakazane w wielu miejscach publicznych. W Anglii wprowadzono oficjalny zakaz wnoszenia ich na stadiony, ponieważ mogłyby zostać użyte jako niebezpieczne narzędzie. W Polsce także zalicza się je do przedmiotów potencjalnie niebezpiecznych i nie przewiduje się możliwości wniesienia ich na stadion. Również wiele dużych muzeów i galerii sztuki zakazuje robienia zdjęć za pomocą kijków do selfie z uwagi na to, że eksponaty mogłyby zostać uszkodzone. Ponadto używanie urządzeń tego typu nie jest dozwolone na wielu innych imprezach publicznych, np. w Australii zakazano ich na koncertach.  W Korei Południowej sprzedaż kijków do selfie bez odpowiedniego pozwolenia jest nielegalna, ponieważ korzystają one z technologii Bluetooth, a takie urządzenia podlegają tam specjalnym regulacjom i muszą posiadać certyfikat.